# ETV特集 シリーズ「日本と朝鮮半島2千年」
ETV特集 シリーズ「日本と朝鮮半島2000年」（ETVとくしゅう シリーズ「にほんとちょうせんはんとうにせんねん」）は、NHKのプロジェクトJAPANの企画の一つであり、ETV50（NHK教育テレビ50周年）の特別番組。『ETV特集』の枠内で、日本と朝鮮半島の国々の歴史に焦点を当てた2009年度のシリーズ企画である。なおこのシリーズは、2010年度は『NHKスペシャル・シリーズ 日本と朝鮮半島』に引き継がれ、日本による朝鮮併合から現代に至るまでの歴史が取り上げられている。
朝鮮側研究者の史観に偏向した内容、と話題になった。

## 放送タイトル
1. 「古代 人々は海峡を越えた」（2009年4月26日 22:00 - 23:29）
古代から現代に至るまでの日本・朝鮮半島間の交流の歴史を辿るシリーズの第1回。高句麗、高松塚古墳などを紹介する。
2. 「“任那日本府”の謎」 （2009年5月31日放送）
任那日本府の実態を探り、朝鮮半島南部と倭を取り巻く古代国家像に迫る。
3. 「仏教伝来 渡来人がもたらした飛鳥文化」 （2009年6月28日放送）
百済の古都扶余の王興寺と、日本最古の寺院、飛鳥寺との関わりを探る。
4. 「そして“日本”がうまれた～白村江の敗戦から律令国家へ～」 （2009年7月26日放送）
唐の成立と朝鮮半島の軍事的緊張が、地方豪族の集合体である倭国から中央集権の律令国家“日本”へと変貌する契機になったという説を検証する。
5. 「日本海への道 幻の王国・渤海との交流」 （2009年8月30日放送）
ロシア沿海州に幻の王国渤海が存在した。日本と渤海との交流は東アジアの交流に大きな役割を果たした点について、クラスキノ遺跡から出土した土器や日本海沿岸部の調査から迫る。
6. 「蒙古襲来の衝撃 三別抄と鎌倉幕府」（2009年9月27日放送）
7. 「東シナ海の光と影 倭寇の実像を探る」（2009年10月25日放送）
8. 「豊臣秀吉の朝鮮侵略」（2009年11月29日放送）
9. 「朝鮮通信使 和解のために」（2009年12月27日放送）
10. 「“脱亜”への道 江華島事件から日清戦争へ」（2010年1月31日放送）

## 出演者・外部リンク
「N」は、NHKアナウンサー。ナレーションは当初、高橋美鈴が担当することとなっていたが、放送期間中に妊娠して体調を崩したこともあり、中條誠子と『Nスペ』班メンバーだった礒野佑子が抜けた穴を埋め合わせる形となった。
| 回 | 進行役    | リポーター                           | ナレーション | リンク             | リンク |
| 回 | 進行役    | リポーター                           | ナレーション | プロジェクト JAPAN | 番組   |
| -- | --------- | ------------------------------------ | ------------ | ------------------ | ------ |
| 1  | 石澤典夫N | 笛木優子                             | 中條誠子N    | [ 3 ]              | [ 4 ]  |
| 2  | 石澤典夫N | 比留間亮司N                          | 高橋美鈴N    | [ 5 ]              | [ 6 ]  |
| 3  | 石澤典夫N | 笛木優子                             | 礒野佑子N    | [ 7 ]              | [ 8 ]  |
| 4  | 石澤典夫N | 大桃美代子                           | 高橋美鈴N    | [ 9 ]              | [ 10 ] |
| 5  | 石澤典夫N | 杉浦友紀N                            | 高橋美鈴N    | [ 11 ]             | [ 12 ] |
| 6  | 三宅民夫N | 笹部佳子                             | 礒野佑子N    | [ 13 ]             | [ 14 ] |
| 7  | 三宅民夫N | ユンソナ（윤손하）                   | 中條誠子N    | [ 15 ]             | [ 16 ] |
| 8  | 三宅民夫N | 大桃美代子                           | 礒野佑子N    | [ 17 ]             | [ 18 ] |
| 9  | 三宅民夫N | 田月仙（チョン・ウォルソン、전월선） | 中條誠子N    | [ 19 ]             | [ 20 ] |
| 10 | 三宅民夫N | 大桃美代子                           | 礒野佑子N    | [ 21 ]             | [ 22 ] |

- 声の出演：81プロデュース（糸博、小室正幸、松岡洋子 ほか）